# Сестри Місіонерки Найсвятішого Ізбавителя (редемптористки)
Сестри Місіонерки Найсвятішого Ізбавителя (редемптористки) — жіноче монаше згромадження, що живе і служить згідно духовності св. Альфонса Ліґуорі та св. Терези від Дитятка Ісус, поділяє харизму редемптористів.

## Історія заснування
Після завершення ІІ Світової війни чоловіче монаше згромадження редемптористів розпочало активну місіонерську діяльність у Японії. У зв’язку з цим виникла потреба, щоб існувало жіноче місійне згромадження, яке б у такому традиційному суспільстві могло служити там, де не завжди допускалися чоловіки.
Перші 5 дівчат розпочали свій новіціят 3 жовтня 1957 року, в день святої Терези від Дитятка Ісус. Ця дата є днем заснування Згромадження сестер Місіонерок Найсвятішого Ізбавителя.

## Структура згромадження
Редемптористки здійснюють свою місійну діяльність у 6 країнах світу:
- Німеччина
- Австрія
- Україна
- Японія
- Чилі
- Болівія

## Діяльність в Україні

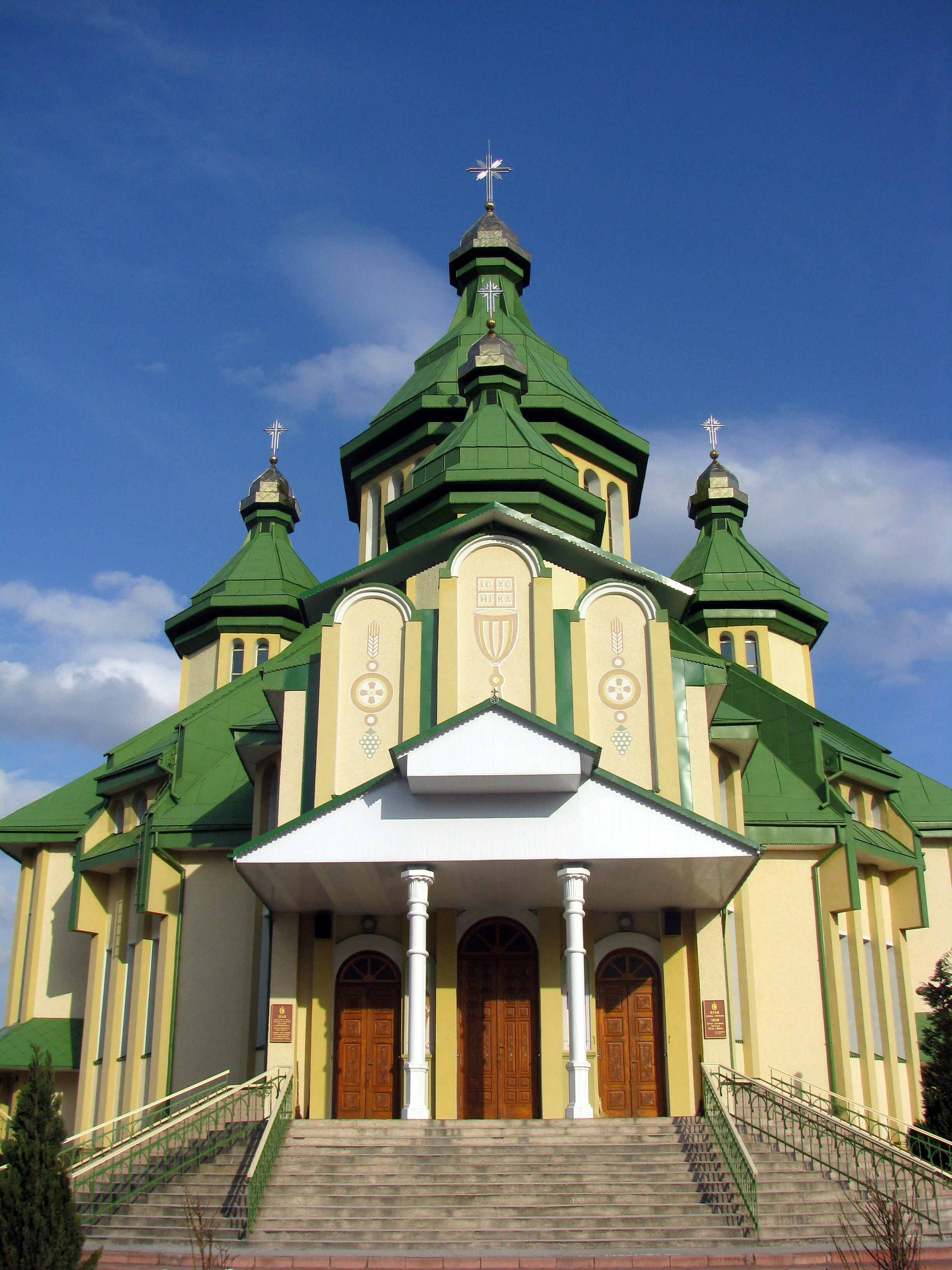
Церква Петра і Павла, Новояворівськ

Спільнота в Україні була заснована у 1999 році у Новояворівську Львівської області.